# Municipio de Little River (condado de Alexander)
El municipio de Little River (en inglés: Little River Township) es un municipio ubicado en el  condado de Alexander en el estado estadounidense de Carolina del Norte. En el año 2010 tenía una población de 1.439 habitantes.

## Geografía
El municipio de Little River se encuentra ubicado en las coordenadas 35°59′10.48″N 81°2′8.28″O / 35.9862444, -81.0356333.